# Kremna (Užice)
Kremna (Servisch cyrillisch Кремна) is een plaats in de Servische gemeente Užice. De plaats telt 727 inwoners (2002).